# آردی‌تی
آردی‌تی یا حمل و نقل داده‌های واقعی (به انگلیسی: Real Data Transport (RDT)) یک پروتکل لایه انتقال اختصاصی برای داده‌های صوتی و تصویری واقعی است که در دهه ۱۹۹۰ توسط ریل‌نتورکس ساخته شده‌است. این پروتکل معمولاً به‌همراه یک پروتکل کنترلی برای رسانه جاری مانند پروتکل جریان بلادرنگ (RTSP) کارگروه مهندسی اینترنت استفاده می‌شود.
یک جایگزین غیراختصاصی برای آردی‌تی پروتکل جریان بلادرنگ کارگروه مهندسی اینترنت است که در پخش کننده‌های ریل‌نتورکس نیز به‌کار می‌رود.
همان‌طور که در کتابی در مورد فایروال‌ها در سال ۲۰۰۲ گزارش شده‌است، آردی‌تی از دو اتصال قرارداد داده‌نگار کاربر یک‌طرفه استفاده کرده‌است، یکی برای داده‌های ارسال‌شده از سرور به مشتری، و دیگری در جهت مخالف برای درخواست‌های ارسال مجدد. در همان کتاب گزارش شده‌است که سرور «ریل‌نتورکس جی۲» به‌طور پیش‌فرض از آردی‌تی در این پیکربندی استفاده می‌کند. همچنین کتاب دیگری در سال ۲۰۰۳ گزارش داد که آردی‌تی از طریق پروتکل هدایت انتقال (TCP) به‌عنوان سازوکار عقب‌نشینی استفاده می‌کند.
آردی‌تی اکنون به‌عنوان بخشی از پروژه انجمن هلیکس گنجانده شده‌است.